# Australian Men's Hardcourt Championships 1995
L'Australian Men's Hardcourt Championships 1995 è stato un torneo di tennis giocato sul cemento. È stata la 19ª edizione del Torneo di Adelaide, che fa parte della categoria World Series nell'ambito dell'ATP Tour 1995. Si è giocato ad Adelaide in Australia dal 2 al 9 gennaio 1995.

## Campioni

### Singolare
Jim Courier ha battuto in finale  Arnaud Boetsch, 6-2, 7-5

### Doppio
Jim Courier /  Patrick Rafter hanno battuto in finale  Byron Black /  Grant Connell, 7-6, 6-4